# Marc René Marie de Sahuguet d'Amarzit d'Espagnac
Pour les articles homonymes, voir Espagnac (homonymie).
Marc René Marie d’Amarzit de Sahuguet, abbé d’Espagnac, né à Brive le 26 septembre 1752 et guillotiné à Paris le 5 avril 1794, est le fils de Jean-Baptiste Joseph de Sahuguet d'Amarzit d'Espagnac et de Suzanne-Elisabeth de Beyer. Il est un homme de lettres, un spéculateur  qui a joué un rôle-clé dans les grandes spéculations boursières sous Louis XVI.

## Avant la Révolution
Disciple de Voltaire, l’abbé d’Espagnac publie plusieurs ouvrages où il met à mal la monarchie et le clergé.
Il est conseiller-clerc au Parlement de Paris et chanoine de Notre-Dame de Paris. Il est aussi prédicateur à la Cour. Choisi pourtant pour prêcher le jeudi saint devant le roi en 1780, il inclut dans son homélie de telles provocations que Jacques Necker, qui s’était fait communiquer à l’avance son texte, bien que protestant, lui ordonne de se déclarer malade pour n’avoir pas à prononcer ces énormités.
Désormais mal vu à la Cour, l’abbé d’Espagnac se fait accueillir par les Orléans au Palais-Royal.
Il est aussi un ami et un agent de Charles Alexandre de Calonne. Il se lance avec lui dans la spéculation de la Compagnie des Indes. Il est ruiné à la suite de spéculations hasardeuses sur ses actions de la Compagnie des Indes, au cours desquelles, malgré la protection de Calonne, il s’est heurté aux intérêts du financier Étienne Clavière et au baron Jean de Batz. Ayant fait un séjour en prison, il en a acquis une rancœur tenace.

## Sous la Révolution
Ayant rédigé dans un sens révolutionnaire le cahier de doléances du bailliage de Montfort-l'Amaury, l’abbé d’Espagnac est bien déçu de n’être pas élu aux états généraux. Mêlé aux agitateurs à la solde de Philippe d’Orléans, il joue un petit rôle lors de la prise de la Bastille. Inscrit au club des Jacobins dès sa création, il y parle contre la religion et pour l'aliénation des biens du clergé. Dès l’époque de l’Assemblée constituante de 1789, il se jette dans la Révolution qui, seule, pouvait lui permettre de refaire fortune.
Agioteur impénitent, il spécule sur la baisse de l’assignat et sur la hausse des valeurs réelles. Ami et protégé de François Chabot, de Julien de Toulouse, de Camille Desmoulins, des affairistes qui gravitaient dans l’orbite dantonienne et de Georges Jacques Danton lui-même, ce fervent patriote et clubiste avait obtenu du faible Joseph Servan de Gerbey, entre autres avantages, la concession fructueuse des charrois militaires. Profitant de la guerre, il avait créé la compagnie Masson de fournitures militaires, s’occupant surtout de roulage.
Très vite, cet aimable cynique sait se rendre indispensable à Charles François Dumouriez dont il devient le banquier. Il fait acheter des chevaux et du matériel par l’armée, pour ensuite louer à cette dernière ce qui lui appartient déjà. Dénoncé en novembre 1792 à la Convention pour ce petit manège, il est arrêté, parvient à se justifier en février 1793. Il comptait cependant des ennemis : Pierre Joseph Cambon, Étienne Clavière, Jean Nicolas Pache, le nouveau ministre de la Guerre, les propres ennemis de son protecteur Charles François Dumouriez.
Peu après, il est accusé de complicité avec Charles François Dumouriez passé aux Autrichiens et doit se cacher. Une commission l’accuse d’avoir détourné environ vingt-cinq millions de livres. Ayant participé à la liquidation de la Compagnie des Indes (1794), il est arrêté, jugé par le Tribunal révolutionnaire. L’accusateur public dit de lui : « D’Espagnac, ne pouvant plus tromper comme membre du clergé, n’en fut pas moins tenté de figurer dans la Révolution et d’y faire fructifier ses revenus ». Condamné à mort, il est exécuté avec les dantonistes le 16 germinal an II.

## Œuvres
- Éloge de Nicolas de Catinat, maréchal de France : Discours qui a obtenu le second accessit au jugement de l'Académie française, en 1775, Paris, Demonville, 1775, 63 p. (lire en ligne).
- Réflexions sur l'abbé Suger et son siècle, Londres, s.n., 1780, 83 p. (lire en ligne).
- Réponse à la dénonciation de l'agiotage de Paris : Avec la vie du comte de Mirabeau, s.l., s.n., 1787, 61 p. (lire en ligne).